# Najmiddin Kosimjojiev
Najmiddin Kosimjojiev (28 de agosto de 2004) es un deportista uzbeko que compite en taekwondo. Ganó una medalla de bronce en el Campeonato Asiático de Taekwondo de 2024, en la categoría de –74 kg.

## Palmarés internacional
| Campeonato Asiático | Campeonato Asiático | Campeonato Asiático | Campeonato Asiático |
| Año                 | Lugar               | Medalla             | Categoría           |
| ------------------- | ------------------- | ------------------- | ------------------- |
| 2024                | Đà Nẵng (Vietnam)   | Medalla de bronce   | –74 kg              |